# Japan Post Holdings
Japan Post Holdings Co., Ltd. — одна из крупнейших японских компаний. Специализируется на оказании почтовых, банковских и страховых услуг через сеть отделений почтовой связи в Японии. Компания занимает девятое место в Fortune Global 500 (2011).

## История

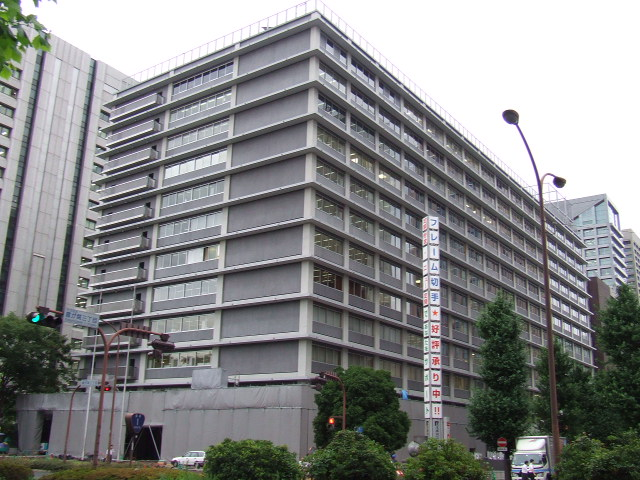
Центральный офис компании в Токио

Современная почтовая служба была организована в Японии 20 апреля 1871 года. В 1875 году создана служба почтовых денежных переводов. В том же году почта стала оказывать почтово-сберегательные услуги.
В 1885 году было создано Министерство связи Японии. С 1916 года почта стала оказывать услуги страхования жизни. В 1949 году было образовано Министерство почты и телекоммуникаций.
В 2001 году начинается реформа почтовой службы Японии. В 2006 году была учреждена Japan Post Holdings Co., Ltd.

## Структура
Холдинг Japan Post Holdings Co., Ltd. включает в себя четыре компании:
1. Japan Post Network Co., Ltd.
2. Japan Post Service Co., Ltd.
3. Japan Post Bank Co., Ltd.
4. Japan Post Insurance Co., Ltd.

## Собственники и руководство
Хотя компания была приватизирована, на данный момент 100 % акций принадлежит государству. Подобное положение сохранится до конца реформы почтовой службы.
Президент и генеральный директор компании — Дзиро Саито.